# 545 (numero)
Cinquecentoquarantacinque (545) è il numero naturale dopo il 544 e prima del 546.

## Proprietà matematiche
- È un numero dispari.
- È un numero composto con 4 divisori: 1, 5, 109, 545. Poiché la somma dei suoi divisori (escluso il numero stesso) è 115 < 545, è un numero difettivo.
- È un numero semiprimo.
- È un numero quadrato centrato.
- È un numero palindromo e un numero ondulante nel sistema numerico decimale.
- È un numero nontotiente in quanto dispari e diverso da 1.
- È un numero odioso.
- È un numero intero privo di quadrati.
- È parte delle terne pitagoriche (33, 544, 545), (184, 513, 545), (300, 455, 545), (327, 436, 545), (545, 1308, 1417), (545, 5928, 5953), (545, 29700, 29705), (545, 148512, 148513).

## Astronomia
- 545 Messalina è un asteroide della fascia principale del sistema solare.
- NGC 545 è una galassia lenticolare della costellazione della Balena.

## Astronautica
- Cosmos 545 è un satellite artificiale russo.